# Anul celor patru împărați
Ceea ce numim cu termenul Anul celor patru împărați este perioada cuprinsă între iunie 68 - decembrie 69, când s-au succedat la conducerea Imperiului Roman nu mai puțin de 3 împărați înainte ca puterea să fie preluată de Vespasian. Este primul război civil roman de la domnia lui Caesar Augustus și a urmat după domnia împăratului Nero. Anul celor patru împărați corespunde, în istoria romană, an 69, numit așa deoarece, în acest an, s-au succedat patru împărați: Galba, succesorul lui Nero, în funcție din iunie 68, Otho, care a preluat mandatul în ianuarie, Vitellius, împărat începând din aprilie, și Vespasian, care a obținut purpura în luna decembrie, pentru ca apoi să o țină  ferm timp de zece ani. Galba a fost ales în Hispania, Vitellius ― de legiuni germanice, Otho ― de Garda pretoriană din Roma și, în sfârșit, Vespasian ― de legiuni din Est și dunărene. 

## Cei patru împărați
- Galba, iunie 68 - ianuarie 69
- Otho, ianuarie 69 - aprilie 69
- Vitellius, aprilie 69 - decembrie 69
- Vespasian, decembrie 69 - iunie 79